# Миодраг Мирић
Миодраг Мирић (Београд, 13. јун 1936 — Београд, 12. октобар 2004) био је српски сценограф. Завршио Архитектонски факултет у Београду - одсек за сценографију и архитектуру.
Потписао је сценографију за многобројне домаће филмове које су режирали знаменити аутори као што су: Јован Живановић, Федор Шкубоња, Живојин Павловић, Здравко Велимировић, Живко Николић, Милан Јелић, Зоран Чалић...

## Сценографија
| Год.    | Назив                                            | Улога                     |
| ------- | ------------------------------------------------ | ------------------------- |
| 1960-те |                                                  |                           |
| 1961.   | Песма                                            | арт дизајнер              |
| 1961.   | Лето је криво за све                             | арт дизајнер              |
| 1962.   | Чудна девојка                                    | арт дизајнер              |
| 1962.   | Марко Поло                                       | арт дизајнер              |
| 1964.   | Дуги бродови                                     | арт дизајнер (непотписан) |
| 1965.   | Treasure of the Aztecs                           | арт дизајнер              |
| 1965.   | Genghis Khan                                     | арт дизајнер (непотписан) |
| 1965.   | La fabuleuse aventure de Marco Polo              | арт дизајнер              |
| 1965.   | Горки део реке                                   | сценограф                 |
| 1966.   | Kommissar X - In den Klauen des goldenen Drachen | арт директор              |
| 1966.   | The One Eyed Soldiers                            | арт директор              |
| 1967.   | Trojica neustrašivih                             | арт директор              |
| 1968.   | Gates to Paradise                                | арт директор              |
| 1968.   | Биће скоро пропаст света                         | арт директор              |
| 1969.   | Шпијунка без имена                               | арт директор              |
| 1969.   | Крос контри                                      | арт директор              |
| 1969.   | Низводно од сунца                                | арт директор              |
| 1970-те |                                                  |                           |
| 1970.   | Келијеви јунаци                                  | непотписан                |
| 1972.   | Девојка са Космаја                               | арт директор              |
| 1972.   | Савонарола и његови пријатељи                    | сценограф                 |
| 1972.   | Изданци из опаљеног грма                         | сценограф                 |
| 1972.   | Стефан Дечански (ТВ филм)                        | сценограф                 |
| 1974.   | Дрвени сандук Томаса Вулфа                       | сценограф                 |
| 1975.   | Песма (ТВ серија)                                | сценограф                 |
| 1976.   | Ужичка република (серија)                        | арт директор              |
| 1976.   | Марија (филм)                                    | сценограф                 |
| 1976.   | Аранђелов удес                                   | сценограф                 |
| 1976.   | Београдска деца                                  | сценограф                 |
| 1977.   | Хајка (филм)                                     | сценограф                 |
| 1978.   | Двобој за јужну пругу                            | сценограф                 |
| 1979.   | Јована Лукина                                    | сценограф                 |
| 1979.   | Национална класа                                 | сценограф                 |
| 1979.   | Партизанска ескадрила                            | сценограф                 |
| 1980-те |                                                  |                           |
| 1980.   | Петријин венац                                   | сценограф                 |
| 1980.   | Рад на одређено време                            | сценограф                 |
| 1981.   | Широко је лишће                                  | арт директор              |
| 1982.   | Савамала                                         | арт директор              |
| 1983.   | Задах тела                                       | сценограф                 |
| 1983.   | Маховина на асфалту                              | сценограф                 |
| 1984.   | The Secret Diary of Sigmund Freud                | арт директор              |
| 1984.   | Грозница љубави                                  | сценограф                 |
| 1986.   | Шмекер                                           | сценограф                 |
| 1986.   | Лепота порока                                    | сценограф                 |
| 1987.   | На путу за Катангу                               | сценограф                 |
| 1989    | Beyond the Door III                              | арт директор              |
| 1990-те |                                                  |                           |
| 1990.   | Чудна ноћ                                        | сценограф                 |
| 1991.   | Sherlock Holmes and the Leading Lady             | координатор конструкције  |
| 1991.   | Свемирци су криви за све                         | сценограф                 |
| 1992.   | Жикина женидба                                   | сценограф                 |
| 1992.   | Дама која убија                                  | сценограф                 |
| 1993.   | Суза и њене сестре                               | сценограф                 |
| 1993.   | Обрачун у Казино кабареу                         | сценограф                 |
| 1993.   | Гњурац (филм)                                    | сценограф                 |
| 1994.   | Вуковар, једна прича                             | сценограф                 |
| 1995.   | Тамна је ноћ                                     | сценограф                 |
| 1996.   | Довиђења у Чикагу                                | сценограф                 |
| 1998.   | Породично благо                                  | сценограф 9 епизода       |
| 2000-те |                                                  |                           |
| 2002.   | Држава мртвих                                    | сценограф                 |
| 2002.   | Лисице                                           | сценограф                 |
| 2004.   | Пљачка Трећег рајха                              | сценограф                 |